# Дулсе Арагонска
Дулсе Арагонска (Барселонска, на испански: Dulce de Aragón, на португалски: Dulce Berenguer de Barcelona, 1160 – 1 септември 1198) е арагонска инфанта и кралица на Португалия – първа съпруга на португалския крал Саншу I.

## Произход и брак
Дулсе е родена през 1160 г. Тя е най-възрастната дъщеря на Раймон Беренгер IV, граф на Барселона, и на кралица Петронила Арагонска.
През 1774 г. Дулсе Арагонска е омъжена за наследника на португалския престол – дон Санчо, който е син на първия португалски крал Афонсу I Енрикеш. Бракът е уреден от брата на инфантата – Алфонсо II – крал на Арагон, за да се скрепи подновеният съюз между Португалия и Арагон, насочен срещу маврите и Кралство Кастилия и Леон.

## Кралица на Португалия
През 1185 г. съпругът на Дулсе наследява португалския престол, а тя е обявена за нова кралица на Португалия. Кралицата на Португалия постепенно се сдобива с множество поземлени владения, повечето от които придобива чрез дарения. Така по желание на съпруга ѝ още през 1188 г. на нея са преотстъпени Аленкер, Вужа, Санта Мария и Порто.
Дулсе Арагонска умира през 1198 г. и е погребана в манастира „Санта Крус“ в Коимбра.

## Деца
От брака на Дулсе и Санчо I се раждат единадесет деца:
- Тереза (1178 – 1250) – омъжена за Алфонсо IX, крал на Леон; по-късно беатифицирана от Католическата църква;
- Санча (1180 – 1229) – абатеса, беатифицирана от Католическата църква;
- Раймундо (ок. 1180 – 1189);
- Констанса (1182 – 1202);
- Афонсу II (1185 – 1223) – 3-ти крал на Португалия;
- Педро (1187 – 1258) – граф на Уржел;
- Фердинанд Фландърски (1188 – 1233) – jure uxoris граф на Фландрия;
- Енрике (ум. 1189)
- Бранка Португалска (1192 – 1240) – сеньора на Гуадалахара;
- Беренгария Португалска (1194 – 1221) – кралица на Дания, втора съпруга на датския крал Валдемар II;
- Мафалда Португалска (1195 – 1257) – кралица на Кастилия, съпруга на кастилския крал Енрике I, по-късно беатифицирана от Католическата църква.

## Изображение на семейството от „Генеалогия на испанските и португалските крале“ на Антонио де Оланда от 16 в.
- Дулсе
- Дулсе
- Афонсу II
- Фернандо
- Бранка Португалска (сеньора на Гуадалахара)
- Беренгария